# Parankylopteryx waterloti
Parankylopteryx waterloti is een insect uit de familie van de gaasvliegen (Chrysopidae), die tot de orde netvleugeligen (Neuroptera) behoort. 
Parankylopteryx waterloti is voor het eerst wetenschappelijk beschreven door Navás in 1911.